# Cattedrale di Conversano
La basilica cattedrale di Santa Maria Assunta è la chiesa cattedrale della diocesi di Conversano-Monopoli e monumento nazionale italiano.
In stile romanico, l'edificio venne iniziato tra l'XI e il XII secolo, fu rinnovato nel 1358-1379 mantenendo le forme originali e poi restaurato pesantemente prima nel XVIII secolo e poi nel 1911, a seguito di un incendio.
Nel giugno del 1997 papa Giovanni Paolo II l'ha elevata alla dignità di basilica minore.

## Storia
Le origini dell'edificio attuale sono databili presumibilmente alla fine dell'XI secolo, quando si avviò la riedificazione della cattedrale sullo stesso luogo dove sorgeva una chiesa precedente, probabile riadattamento di un edificio di culto precristiano.
Nel corso dei secoli, la cattedrale fu oggetto di ripetuti interventi di restauro. Nel 1359 il vescovo Antonio d'Itri promosse il completamento dell'arredo scultoreo, in particolare intervenendo sulla facciata. Nel periodo barocco, gli interni della chiesa furono radicalmente trasformati secondo il gusto dell'epoca: le pareti interne furono coperte di stucchi, il soffitto fu ribassato e dipinto con immagini sacre e motivi ad arabeschi, ulteriori altari alterarono la scansione degli spazi nelle navate laterali.
Nel 1877 l'architetto locale Sante Simone propose di restituire alla cattedrale la bellezza delle linee dell'originale tempio romanico. Tale progetto, che venne fortemente avversato dall'opinione pubblica locale, fu attuato accidentalmente qualche decennio dopo, a seguito delle ingenti distruzioni generate nel 1911 dall'incendio che distrusse completamente gli interni della chiesa. A parte pochi arredi salvati dalle fiamme, fu possibile recuperare solo la facciata e la parte absidale. La ricostruzione, promossa dai vescovi Antonio Lamberti e Domenico Lancellotti, fu completata nel 1926 quando la cattedrale venne riaperta al culto.

## Descrizione
Dedicata a santa Maria Assunta, sorge sull'acropoli cittadina, ben all'interno delle antiche mura megalitiche, e presenta i suoi quattro lati completamente isolati dalle costruzioni circostanti.

### Arte e architettura
Nella cattedrale è esposta l'icona della protettrice della città, la Madonna della Fonte. Il dipinto è databile attorno al XIII secolo, ma secondo la tradizione esso sarebbe giunto a Conversano nel 487 assieme al primo vescovo Simplicio, che l'avrebbe salvata dall'incendio di una chiesa in Africa durante gli scontri con i seguaci dell'arianesimo. Dopo due tentativi infruttuosi di approdo a Polignano, la barca riuscì a sbarcare sul litorale di Cozze, che era frazione di Conversano, segno inequivocabile - secondo la tradizione - che questa cittadina sarebbe stata la meta del viaggio.
Lo stile architettonico attuale segue i canoni del romanico pugliese, con una pianta a croce patibulata, ossia a T, e le absidi rivolte a oriente. La facciata a capanna, con un accenno a salienti e archetti pensili nella cornice, è tripartita da lesene e caratterizzata nella parte superiore da un rosone quattrocentesco a dodici raggi e doppia cornice, e ai lati di questo, da due oculi più piccoli. Lungo la facciata si aprono tre portali: quello centrale presenta una ricca decorazione scultorea con due leoni stilofori che reggono idealmente un protiro a timpano.
All'interno, le tre navate, munite di matronei, corrispondono alle tre absidi semicircolari del presbiterio. Un affresco quattrocentesco di scuola pisana ricopre l'intera abside sinistra. Ai lati delle navate si aprono degli archi ciechi dove hanno sede, tra gli altri decori, i due più importanti arredi scampati alle distruzioni dell'incendio del 1911: un crocifisso ligneo del XV secolo e l'icona della Maria Santissima della Fonte, protettrice della città.
Tra le tante stranezze presenti nell'urbanistica di Conversano e nella locazione dei suoi edifici, spicca la posizione dell'ingresso della cattedrale; esso infatti, contrariamente alla tradizione, non è posto sulla piazza principale ma in un largo a parte, di fronte a Corte Altavilla, antica sede dei conti di Conversano. Tale disposizione fu dettata dal fatto che la cattedrale dovesse essere rivolta a ovest, ma il castello attorno al quale è locata la piazza principale non aveva lo stesso orientamento. Sul lato della cattedrale che dà sulla piazza è presente un solco che serviva da unità di misura per il mercato locale. Altra particolarità è il campanile: quello originale fu bloccato a metà costruzione con un atto notarile da parte delle badesse del monastero di San Benedetto, quello che ora è considerato il campanile vero e proprio è di costruzione successiva; l'orologio ivi presente non era lì in origine e fu aggiunto successivamente, una volta ottenuto il consenso e le autorizzazioni necessarie.

### Organo a canne
EDIFICIO: Basilica cattedrale di Santa Maria Assunta
COSTRUTTORE: Balbiani Vegezzi Bossi di Milano
ANNO: 1935
UBICAZIONE: su cantoria lapidea, in transetto. La consolle è collocata a livello del pavimento
NOTE: Lo strumento voluto dalla strenua volontà di Mons. Luigi Gallo, alla cui memoria era intestata una targhetta metallica posta originariamente sulla cassa dello strumento eliminata al fine di collocare le canne nell'attuale sede in un intervento non meglio precisato. Le informazioni qui riportate sono riscontrabili sul testo Organi e organisti a Conversano tra XVI e XX secolo di Claudio Ermogene Del Medico (Conversano, Arti Grafiche Scisci, 2008).
DISPOSIZIONE FONICA:
I TASTIERA
- Principale 8'
- Bordone 8'
- Ottava 4'
- Ripieno 5 file
II TASTIERA (in cassa espressiva):
- Eufonio 8'
- Flauto 4'
- Voce Celeste
PEDALE
- Subasso 16'
- Basso 8'
TRASMISSIONE: elettrica
TASTIERE: cromatiche, 2 composte da 58 tasti.
PEDALIERA: concava, composta da 30 pedali.
ACCESSORI: con pistoncino sotto la tastiera del Grand'Organo, combinazioni fisse: ANN/ P/ MF/ F. Con pedaletto, unioni: PED-I/ PED- II/ II-I/ RIPIENO/ TUTTI. Staffe per il CRESCENDO e SCHWELLWERK.
MANTICERIA: 2 mantici a lanterna, posti nel retro dello strumento. Valvola a tendina. elettroventilatore "Daminato".